# Leon Melissenos
Leon Melissenos (mittelgriechisch Λέον Μελισσηνός) war ein angeblicher byzantinischer Sebastokrator im späten 14. Jahrhundert. 
Leon Melissenos wird in einer notariell beglaubigten Genealogie des Familienzweigs der Melissenoi auf Kefalonia aufgeführt, die 1811 publiziert wurde. Demzufolge war er ein Abkömmling des Feldherrn Nikephoros Melissenos, Schwager von Kaiser Alexios I. Komnenos. Sein 1429 gestorbener Sohn Nikephoros, genannt Melissurgos, soll in Messenien über große Ländereien verfügt haben. Dessen Sohn (und Leons Enkel) Nikolaos sei bei der Eroberung von Konstantinopel (1453) durch die Osmanen zuerst nach Korfu und von dort nach Kreta geflohen, wo er Priester geworden sei; die Ehefrau Tamara Sphrantzes sei von den Türken entführt worden und einige Jahre später in einem Harem gestorben.
Eine zwischen 1571 und 1585 vom früheren Metropoliten von Monemvasia und Verfasser des Chronicon Maius, Makarios Melissenos – der vor seinem neapolitanischen Exil ebenfalls Melissurgos hieß – erstellte Familienliste der Melissenoi gilt heute allgemein als Fälschung. Zeitgenössische Quellen, die über den angeblichen Sebastokrator Auskunft geben, sind nicht bekannt.